# White Eagle
White Eagle is een studio-album van de Berlijnse groep Tangerine Dream. Het is een album uit de "Virgin Years" van de groep. De titeltrack werd geremixt en gebruikt in de Duitse misdaadserie Tatort met een Duitse titel Das Mädchen auf der Treppe. Het album spleet de groep fans in tweeën; de eerste wilde vasthouden aan de oude muziek van de band, de andere groep verhuisde mee naar de meer jaren 80-muziek van de band. De band kreeg het verwijt zich te veel door de computers te laten leiden. Dat zou, was de mening, een gevolg zijn van Schmoelling, die een hogere experimenteerdrift had dan Froese en Franke.

## Musici
- Johannes Schmoelling (werd hier voor het eerst als eerste genoemd) - elektronica, toetsinstrumenten
- Edgar Froese - idem
- Christopher Franke - idem
- leden van het München Philharmonisch Orkest in Mojave Plan

## Muziek
| Nr. | Titel       | Duur  |
| --- | ----------- | ----- |
| 1.  | Mojave Plan | 20:02 |

| Nr. | Titel                | Duur |
| --- | -------------------- | ---- |
| 1.  | Midnight in Tula     | 3:55 |
| 2.  | Convention of the 24 | 9:32 |
| 3.  | White Eagle          | 4:30 |

Het album hield het vijf weken uit in de Britse albumlijst.
| Hitnotering: 10-04-1982 t/m 14-05-1982 | Hitnotering: 10-04-1982 t/m 14-05-1982 | Hitnotering: 10-04-1982 t/m 14-05-1982 | Hitnotering: 10-04-1982 t/m 14-05-1982 | Hitnotering: 10-04-1982 t/m 14-05-1982 | Hitnotering: 10-04-1982 t/m 14-05-1982 | Hitnotering: 10-04-1982 t/m 14-05-1982 |
| Week:                                  | 1                                      | 2                                      | 3                                      | 4                                      | 5                                      |                                        |
| -------------------------------------- | -------------------------------------- | -------------------------------------- | -------------------------------------- | -------------------------------------- | -------------------------------------- | -------------------------------------- |
| Positie:                               | 78                                     | 60                                     | 57                                     | 87                                     | 85                                     | uit                                    |